# Секујени (Бакау)
Секујени (рум. Secuieni) насеље је у Румунији у округу Бакау у општини Секујени. Oпштина се налази на надморској висини од 297 m.

## Становништво
Према подацима из 2002. године у насељу је живело 4436 становника, од којих су сви румунске националности.

### Хронологија
| Година       | 1992 | 1993 | 1994 | 1995 | 1996 | 1997 | 1998 | 1999 | 2000 | 2001 | 2002 | 2003 | 2004 | 2005 | 2006 | 2007 | 2008 | 2009 | 2010 | 2011 | 2012 | 2013 | 2014 | 2015 | 2016 | 2017 |
| ------------ | ---- | ---- | ---- | ---- | ---- | ---- | ---- | ---- | ---- | ---- | ---- | ---- | ---- | ---- | ---- | ---- | ---- | ---- | ---- | ---- | ---- | ---- | ---- | ---- | ---- | ---- |
| Становништво | 4481 | 4415 | 4367 | 4324 | 4319 | 4283 | 4289 | 4300 | 4312 | 4363 | 4410 | 4458 | 4514 | 2300 | 2273 | 2320 | 2330 | 2295 | 2284 | 2313 | 2296 | 2315 | 2312 | 2303 | 2320 | 2296 |